# Madame Moitessier
Madame Moitessier är två oljemålningar av den franske konstnären Jean-Auguste-Dominique Ingres. Han började porträttera madame Inès Moitessier sittande 1844. Den färdigställdes 1856 och är sedan 1936 utställd på National Gallery i London. Däremellan – 1851 – målade han ett stående porträtt av henne som sedan 1946 ingår i National Gallery of Arts samlingar i Washington. 
Ingres var nyklassicist och målade helst mytologiska och historiska motiv. Trots att han uttryckte sitt ogillande om porträttmåleri är det kanske just detta han hade störst fallenhet för. Därtill var porträtten hans främsta inkomstkälla. Faktum är att Ingres var en av de sista stora porträttmålarna, ett yrke som kort därefter skulle ersättas med fotografen. 
Madame Moitessier (1821–1897) föddes Marie-Clotilde-Inès de Foucauld och var dotter till en fransk tjänsteman. Hon gifte sig 1842 med den äldre änklingen Sigisbert Moitessier som var en välbärgad affärsman. Motvilligt, men övertygad efter att ha träffat och blivit imponerad av hennes junoninska gestalt, gick han 1844 med på ett porträtt. Det dröjde dock tolv år innan målningen blev klar, till en del beroende på att konstnärens fru Madeleine och den porträtterades far båda avled 1849 samt på madame Moitesiers graviditet. Under processen gjorde Ingres, i dialog med madame Moitessier, flera större ändringar, bland annat skiftade modet vilket påverkade klänningsvalet. I motsats till det sittande porträttet tillkom det stående porträttet relativt snabbt under några månader 1851.   
Madame Moitessiers kroppsställning och framför allt fingerhållning är kopierad från en romersk muralmålning som hade upptäckts 1739 i Herculaneum. Målningen var utställd på Museo Borbonico (nuvarande Museo Archeologico Nazionale di Napoli) när Ingres besökte Neapel 1814. Han hade också tillgång till en gravyr med motivet som föreställer Herakles när han hittar sin son Telefos i det paradisiska landet Arkadien, personifierad av kvinnan på tronen som har samma fingerhållning som madame Moitessier. 

## Relaterade målningar

Ingres Madame Moitessier från 1851. Sedan 1946 i National Gallery of Arts samlingar. 147 × 100 cm.
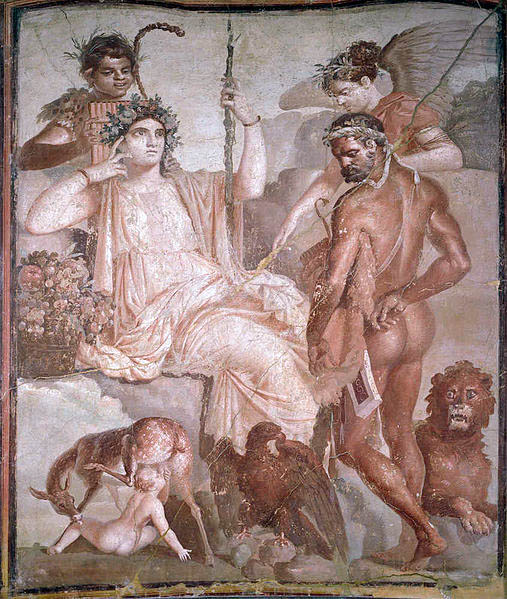
Romerska muralmålningen Heraklas hittar sin son Telefos från Herculaneum.